# Obiectivul de Dezvoltare Durabilă 1
Obiectivul de dezvoltare durabilă 1 (ODD 1 sau Obiectivul Global 1) - Fără sărăcie este unul dintre cele 17 obiective de dezvoltare durabilă stabilite de Națiunile Unite în 2015, urmărește eradicarea sărăciei în toate formele ei. Formularea oficială este: „Fără sărăcie, în toate formele ei, pretutindeni”. Țările membre s-au angajat „să nu lase pe nimeni în urmă”, subliniind că obiectivul reprezintă un „angajament ferm de a nu lăsa pe nimeni în urmă și de a-i ajunge pe cei mai avansați”. ODD 1 urmărește eradicarea oricărei forme de sărăcie extremă, inclusiv lipsa alimentelor, a apei potabile și a canalizării. Atingerea acestui obiectiv include găsirea de soluții la noile amenințări cauzate de schimbările climatice și conflicte. ODD 1 se concentrează nu doar asupra persoanelor care trăiesc în sărăcie, ci și asupra serviciilor pe care oamenii se bazează și asupra politicilor sociale care fie promovează, fie previn sărăcia.
Obiectivul are 7 ținte și 13 indicatori pentru a măsura progresul. Cele cinci ținte de rezultat sunt: eradicarea sărăciei extreme, reducerea sărăciei la jumătate, implementarea sistemelor de protecție socială, asigurarea drepturilor egale la proprietate, servicii de bază, tehnologie și resurse economice și dezvoltarea rezistenței la dezastrele de mediu, economice și sociale. Cele două ținte legate de mijloacele de implementare ale ODD 1 sunt mobilizarea de resurse pentru a pune capăt sărăciei și stabilirea cadrelor politice de eradicare a sărăciei la toate nivelurile.
În ciuda progresului în curs, 10% din populația lumii trăiește în sărăcie și se luptă pentru a-și satisface nevoile de bază, cum ar fi sănătatea, educația și accesul la apă potabilă și canalizare. Sărăcia extremă rămâne prevalentă în țările cu venituri mici, în special cele afectate de conflicte și tulburări politice. În 2015, mai mult de jumătate din cei 736 de milioane de oameni din lume care trăiau în sărăcie extremă trăiau în Africa Subsahariană. În 2016, rata sărăciei în zonele rurale era de 17,2% iar în zonele urbane de 5,3%.
Unul dintre indicatorii cheie care măsoară sărăcia la nivel internațional și național este ponderea populației care trăiește sub pragul sărăciei. Măsurarea proporției populației acoperite de sisteme de protecție socială și care locuiește în gospodării cu acces la servicii de bază este, de asemenea, un indiciu al nivelului sărăciei.

## Context

Populația globală care trăiește cu mai puțin de 1,90 USD pe zi, 1990–2015, 2018 și proiecție 2030 (în procente)

În 2013, se estimează că 385 de milioane de copii trăiau cu mai puțin de 1,90 USD pe zi. Aceste valori nu sunt exacte, din cauza lacunelor uriașe în datele privind situația copiilor la nivel mondial.
Din 1990, țările din întreaga lume au luat diferite măsuri pentru a reduce sărăcia și au obținut rezultate remarcabile. Numărul persoanelor care trăiesc în sărăcie extremă a scăzut de la 1,8 miliarde la 776 milioane în 2013 și la 736 milioane în 2015. Totuși, oamenii continuă să trăiască în sărăcie, Banca Mondială estimează că între 40 și 60 de milioane de oameni vor cădea în sărăcie extremă în 2020. Sunt de asemenea urmărite modificările în raport cu pragurile mai ridicate ale sărăciei, nu doar în privința sărăciei extreme. Rata sărăciei extreme reprezintă procentul populației care trăiește cu mai puțin de 1,90 USD pe zi (actualizat la 2,15 USD pe zi după 2015).
Până la sfârșitul anului 2022, prognoza arăta că 8,4% din populația lumii, sau până la 670 de milioane de oameni, ar putea trăi în continuare în sărăcie extremă. Acest regres cauzat de pandemia Covid-19 a șters efectiv aproximativ trei ani de progres în reducerea sărăciei, împingând încă 71 de milioane de oameni în sărăcie extremă. În ciuda extinderii protecției sociale în timpul crizei COVID-19, peste 4 miliarde de oameni au rămas complet neprotejați. Multe dintre grupurile vulnerabile ale populației lumii, inclusiv tinerii și bătrânii, rămân neacoperite de programele statutare de protecție socială.

## Ținte, indicatori și progres
Eradicarea sărăciei este importantă pentru reducerea inegalităților care există în prezent în rândul oamenilor și pentru stabilitatea socio-economică și politică a țărilor rămase în urmă. ONU a definit 7 ținte și 14 indicatori pentru ODD 1. Principala sursă de date pentru indicatorii ODD 1 (inclusiv hărți) este Our World in Data. Țintele acoperă o gamă largă de aspecte, inclusiv eradicarea sărăciei extreme (ținta 1.1), reducerea la jumătate a sărăciei (1.2), implementarea sistemelor de protecție socială (1.3), asigurarea drepturilor egale la proprietate, servicii de bază, tehnologie și resurse economice (1.4), asigurarea rezilienței față de dezastrele de mediu, economice și sociale (1.5) și mobilizarea resurselor pentru a pune capăt sărăciei (1.6). Cinci dintre ținte urmează să fie atinse până în 2030, iar două nu au specificat un termen limită.
Țintele specifică obiectivele, în timp ce indicatorii reprezintă parametrii prin care se monitorizează progresul către atingerea țintelor respective. ODD 1 are două ținte specifice care se referă în mod direct la reducerea sărăciei: eradicarea sărăciei extreme (ținta 1.1) și reducerea la jumătate a sărăciei până în 2030 (ținta 1.2).

### Ținta 1.1: Eradicarea sărăciei extreme

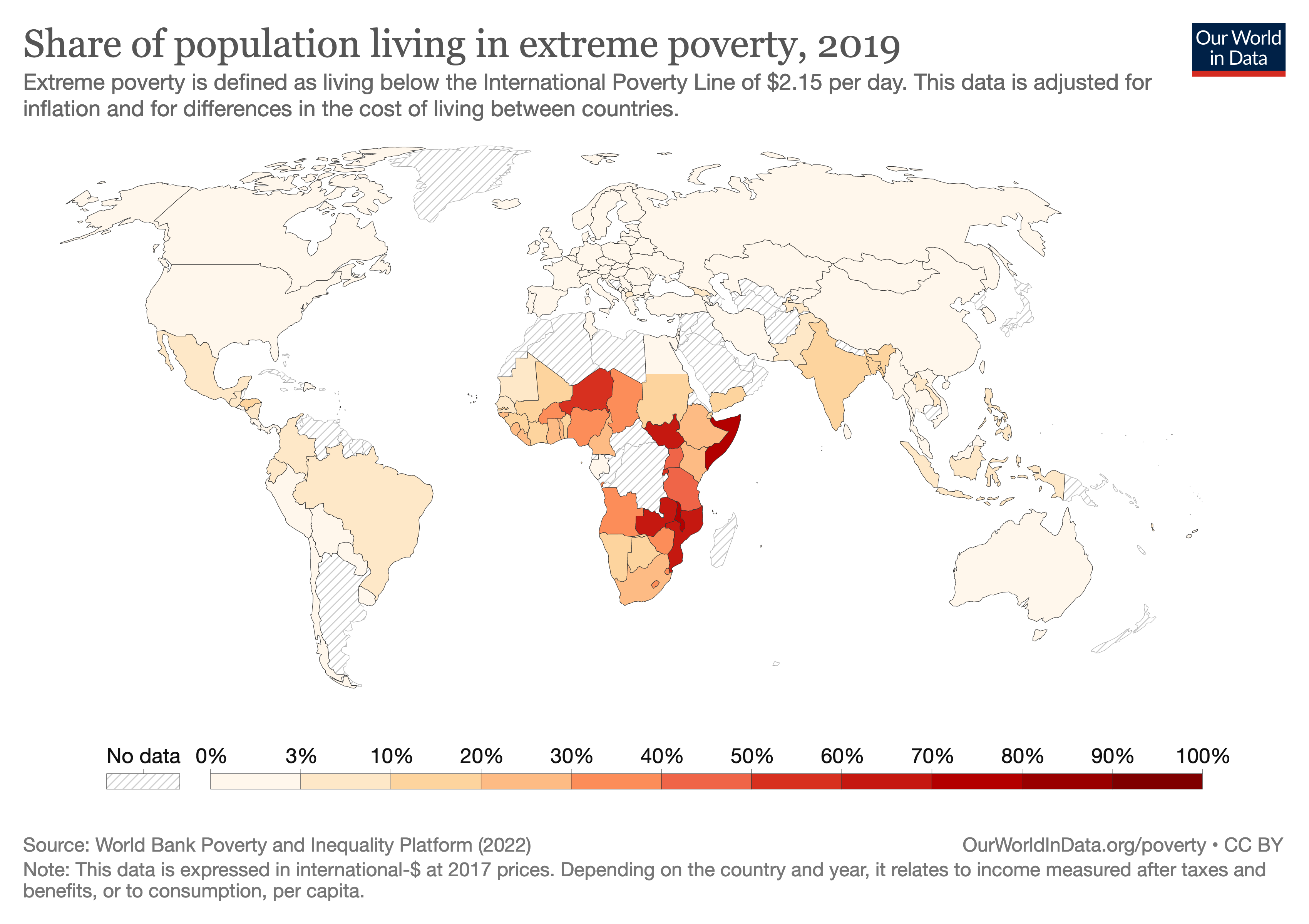
Harta lumii pentru indicatorul 1.1.1: Ponderea populației care trăiește sub pragul internațional al sărăciei)

Textul integral al Țintei 1.1 este: „Până în 2030, eradicarea sărăciei extreme pentru toți oamenii de pretutindeni”.
Ținta 1.1 include un singur indicator: indicatorul 1.1.1 reprezintă „Ponderea populației care trăiește sub pragul internațional al sărăciei, agregată în funcție de sex, vârstă, statut profesional și locație geografică (urban/rural)".
În 2020 s-a raportat că „la nivel global, proporția lucrătorilor care trăiesc în sărăcie extremă a scăzut la jumătate în ultimul deceniu: de la 14,3% în 2010 la 7,1% în 2019”.
Un studiu publicat în septembrie 2020 a constatat că sărăcia extremă a crescut cu 7% în doar câteva luni, după o scădere constantă în ultimii 20 de ani:9.

### Ținta 1.2: Reducerea sărăciei cu cel puțin 50%
Textul integral al Țintei 1.2 este: „Până în 2030, reducerea cel puțin la jumătate a proporției de bărbați, femei și copii de toate vârstele care trăiesc în sărăcie în toate dimensiunile sale, conform definițiilor naționale”.
Indicatorii includ:
- indicatorul 1.2.1: „Ponderea populației care trăiește sub pragul național de sărăcie[n 2], după sex și vârstă”,
- indicatorul 1.2.2: „Ponderea bărbaților, femeilor și copiilor de toate vârstele care trăiesc în sărăcie în toate dimensiunile sale, conform definițiilor naționale”.

### Ținta 1.3: Implementarea sistemelor de protecție socială adecvate la nivel național

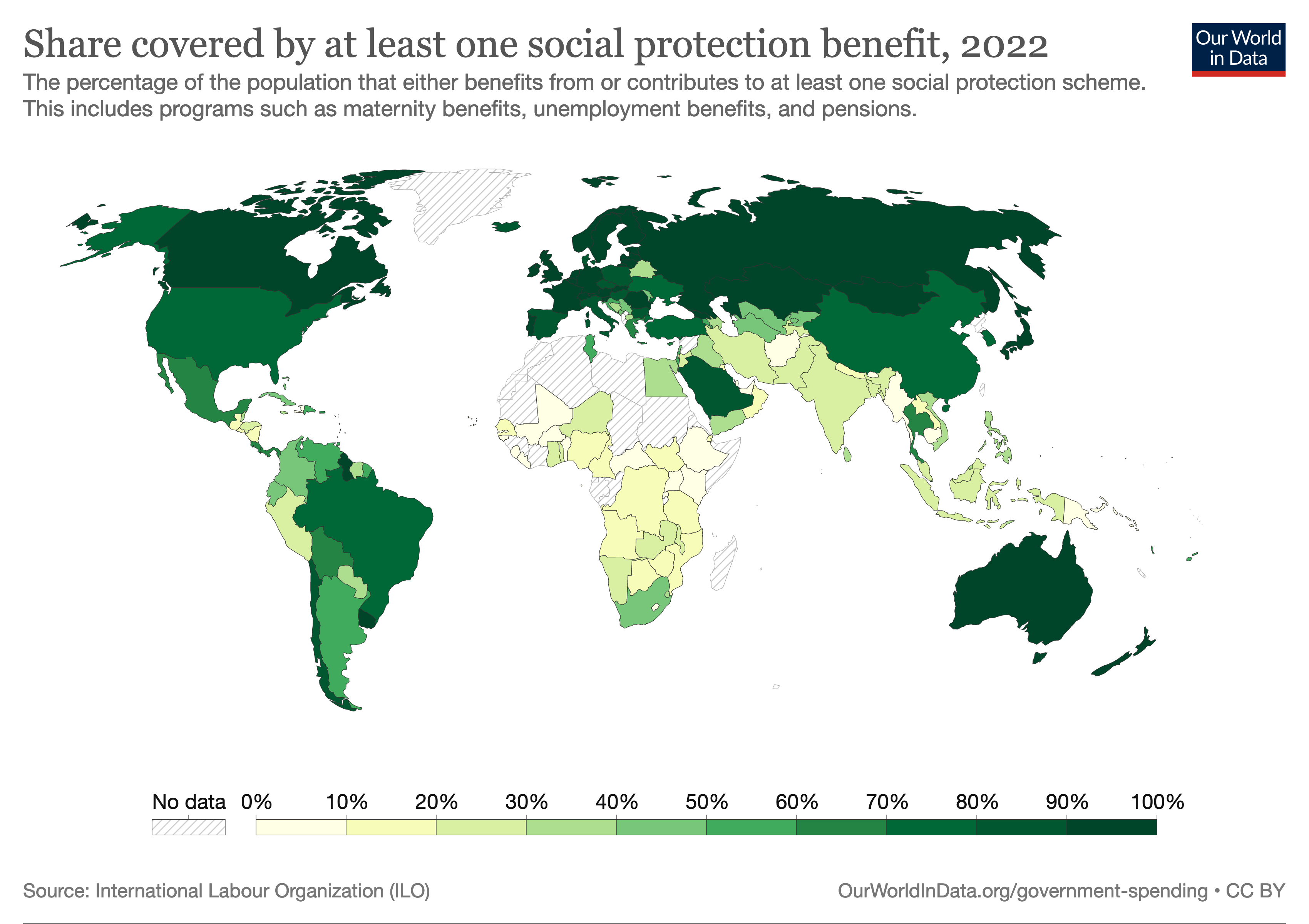
Harta lumii pentru indicatorul 1.3.1: Acoperirea programelor de protecție socială

Textul integral al Țintei 1.3 este: „Implementarea sistemelor și măsurilor de protecție socială adecvate la nivel național pentru toți, până în 2030, pentru a obține o acoperire substanțială a persoanelor sărace și vulnerabile”.
Indicatorul 1.3.1 reprezintă „Ponderea populației acoperită de sistemele de protecție socială, pe sexe, cu evidențierea copiilor, șomerilor, persoanelor în vârstă, persoanelor cu dizabilități, femeilor însărcinate, nou-născuților, victimelor accidentelor de muncă și a celor săraci și vulnerabili". Indicatorul este măsurat ca pondere a populației acoperită efectiv de un sistem de protecție socială. Astfel de sisteme includ alocații pentru copii, femei însărcinate, sprijin pentru persoanele fără loc de muncă, persoanele cu dizabilități, victimele accidentelor de muncă și persoanele în vârstă.

### Ținta 1.4: Drepturi egale la proprietate, servicii de bază, tehnologie și resurse economice
Textul integral al Țintei 1.4 este: „Până în 2030, asigurarea că toți bărbații și femeile, în special cei săraci și cei vulnerabili, au drepturi egale de acces la resurse economice, servicii de bază, proprietate și control asupra terenurilor și a altor forme de proprietate, moștenire, resurse naturale, noi tehnologii adecvate și servicii financiare, inclusiv microfinanțare".
Cei doi indicatori sunt:
- indicatorul 1.4.1: „Ponderea populației care trăiește în gospodării cu acces la servicii de bază”,
- indicatorul 1.4.2: „Ponderea din populația adultă totală cu drepturi de proprietate sigure asupra terenurilor, (a) cu documentație recunoscută legal și (b) care își percep drepturile asupra terenurilor ca fiind sigure, după sex și tip de proprietate”.

### Ținta 1.5: Construirea rezilienței la dezastrele de mediu, economice și sociale

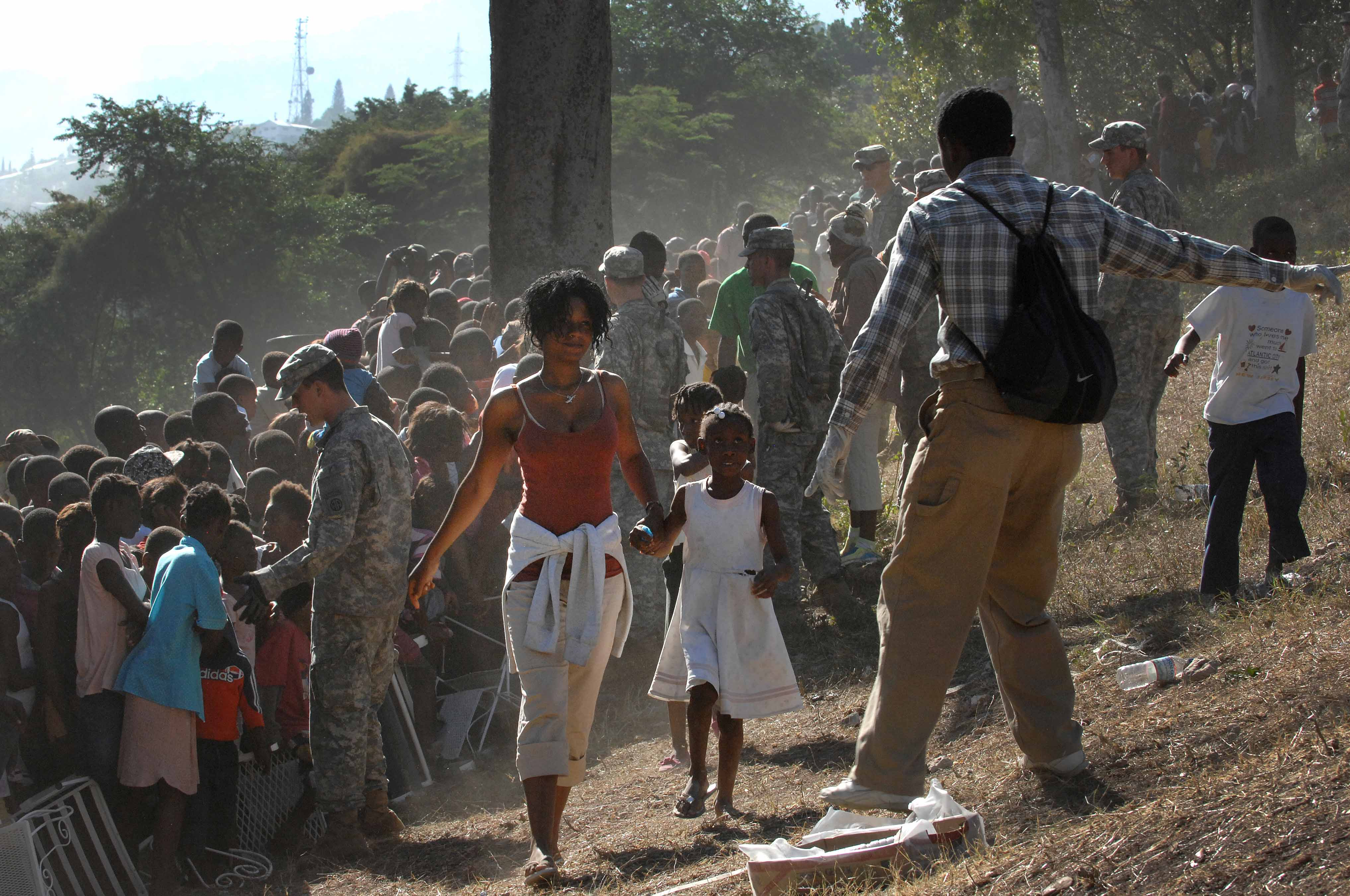
O femeie din Haiti merge cu copilul ei spre linia de distribuție a ajutoarelor din Port-au-Prince, Haiti, după ce un cutremur masiv a zguduit întreaga țară în 2010

Textul integral al Țintei 1.5 este: „Până în 2030, consolidarea rezilienței celor săraci și a celor aflați în situații vulnerabile și reducerea expunerii și vulnerabilității acestora la evenimente extreme legate de climă și la alte șocuri sau dezastre economice, sociale și de mediu".
Ținta 1.5 include patru indicatori:
- indicatorul 1.5.1: „Numărul de decese, de persoane dispărute și de persoane direct afectate atribuite dezastrelor naturale la 100.000 de locuitori”,
- indicatorul 1.5.2: „Pierderi economice directe atribuite dezastrelor în raport cu produsul intern brut (PIB) global”,
- indicatorul 1.5.3: „Numărul de țări care adoptă și implementează strategii naționale de reducere a riscului de dezastre în conformitate cu Cadrul Sendai pentru reducerea riscului de dezastre 2015–2030[n 4]”,
- indicatorul 1.5.4: „Ponderea autorităților locale care adoptă și implementează strategii locale de reducere a riscului de dezastre în conformitate cu strategiile naționale de reducere a riscului de dezastre”.

### Ținta 1.a: Mobilizarea resurselor pentru a eradica sărăcia
Textul integral al Țintei 1.a este: „Asigurarea unei mobilizări semnificative a resurselor dintr-o varietate de surse, inclusiv prin cooperarea consolidată pentru dezvoltare, pentru a oferi mijloace adecvate și previzibile pentru țările în curs de dezvoltare, în special pentru țările cel mai puțin dezvoltate, în scopul implementării de programe și politici care să pună capăt sărăciei în toate dimensiunile ei”.
Ținta 1.a include doi indicatori:
- indicatorul 1.a.1: „Totalul granturilor de Asistență Oficială pentru Dezvoltare[n 5], de la toți donatorii, care se concentrează pe reducerea sărăciei, ca pondere din venitul național brut al țării beneficiare”,
- indicatorul 1.a.2: „Ponderea serviciilor esențiale (educație, sănătate și protecție socială) din totalul cheltuielilor guvernamentale”.

În 2020 a fost depusă o propunere de ștergere a Țintei 1.a.

### Ținta 1.b: Stabilirea cadrelor politice de eradicare a sărăciei la toate nivelurile
Textul integral al Țintei 1.b este: „Crearea de cadre de politici solide la nivel național, regional și internațional, bazate pe strategii de dezvoltare pro-săraci și sensibile la gen, pentru a sprijini investițiile accelerate în acțiuni de eradicare a sărăciei”.
Ținta 1.b include un singur indicator: indicatorul 1.b.1 reprezintă „Cheltuielile publice sociale în favoarea săracilor”.

### Agenții custode
Agențiile custode au sarcina de a măsura progresul indicatorilor:
- pentru indicatorul 1.1.1: Banca Mondială (BM) și Organizația Internațională a Muncii (OIM)
- pentru indicatorul 1.2.1: Banca Mondială (BM)
- pentru indicatorul 1.2.2: Oficiile Naționale de Statistică, (BM), UNICEF și PNUD
- pentru indicatorul 1.3.1: Organizația Internațională a Muncii (OIM) și Banca Mondială (BM)
- pentru indicatorul 1.4.1: Programul Națiunilor Unite pentru așezările umane (UN-HABITAT)
- pentru indicatorul 1.4.2: Banca Mondială (BM) și Programul Națiunilor Unite pentru așezările umane (UN-HABITAT) în mod colectiv.
- pentru toți cei patru indicatori din Ținta 1.5: Strategia Internațională a Națiunilor Unite pentru Reducerea Dezastrelor (UNISDR)
- pentru indicatorul 1.a.1: Organizația pentru Cooperare și Dezvoltare Economică (OCDE)
- pentru indicatorul 1.a.2: Institutul UNESCO pentru Statistică (UNESCO-UIS)
- pentru indicatorul 1.b.1: UNICEF și Salvați copiii

## Monitorizare
Forumul Politic la Nivel Înalt pentru Dezvoltare Durabilă al ONU (HLPF) se întrunește în fiecare an pentru monitorizarea globală a ODD, sub auspiciile  Consiliului Economic și Social al Națiunilor Unite. Rapoartele de progres la nivel înalt pentru toate ODD-urile sunt publicate de Secretarul General al Națiunilor Unite.

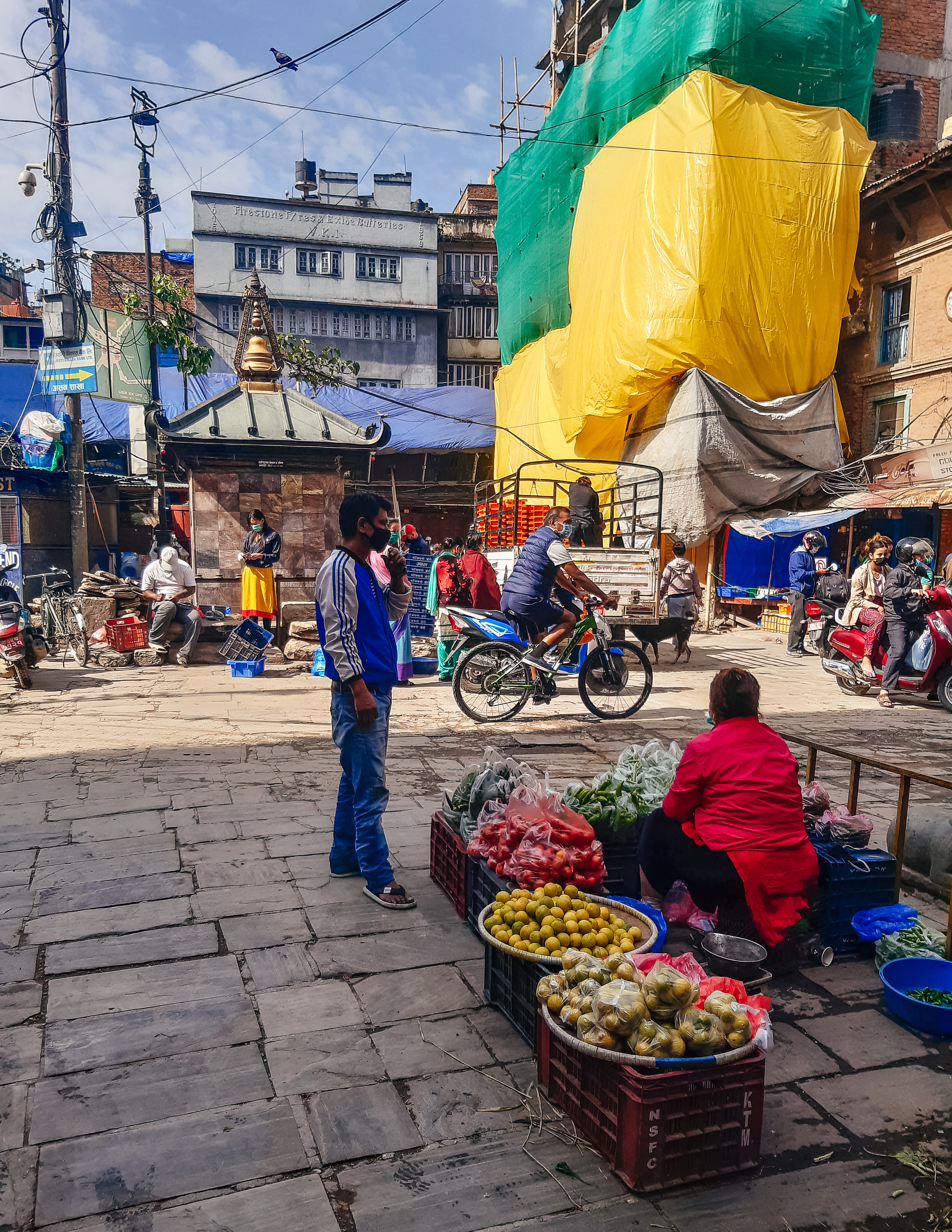
Vânzător de fructe în timpul pandemiei de COVID-19 încearcă să obțină niște bani pentru a cumpăra alimente pentru familia sa din Kathmandu, Nepal

## Provocări

### Impactul pandemiei de COVID-19
Eradicarea sărăciei a fost îngreunată de pandemia COVID-19 în 2020. Perioadele de izolare (carantină) la nivel local și național au dus la un colaps al activității economice care a redus sau eliminat sursele de venit și a crescut accelerat rata sărăciei.
COVID-19 a provocat o creștere a ratei sărăciei la nivel global:9. S-a estimat că 71 de milioane de oameni au fost împinși spre sărăcie extremă în 2020. Perioadele de izolare au determinat prăbușirea activităților economice, ceea ce a dus la reducerea veniturilor, deci la creșterea accelerată a ratei sărăciei. Se raportează că ponderea lucrătorilor tineri afectați de șomaj este de două ori mai mare decât a celor mai în vârstă. Există previziuni conform cărora Africa Subsahariană va avea cea mai mare rată de creștere a sărăciei, deoarece există deja mai multe comunități care trăiesc aproape de pragul internațional de sărăcie.
Pandemia COVID-19 a sporit și mai mult provocările privind atingerea obiectivului „fără sărăcie”, precum și a altor ODD până în 2030. Deși sunt implementate multe măsuri alternative, instrumentele și metodele disponibile nu au reușit să abordeze suficient climatul în continuă evoluție.
Pentru a realiza și a monitoriza corespunzător progresul obiectivelor de dezvoltare durabilă, factorii de decizie, precum și părțile interesate, au nevoie de acces la date oportune și de încredere. Pe măsură ce țările au fost blocate în 2020 din cauza pandemiei COVID-19, multe activități de colectare a datelor care se bazează pe interviuri directe au fost suspendate. Pandemia a întrerupt activitatea de colectare a datelor, iar factorii de decizie nu au avut acces la date fiabile, mai ales în primele luni.
Mai mult, COVID-19 a expus ineficiența lanțului alimentar global. Pandemia are un impact major asupra națiunilor fragile, de exemplu, se estimează că 15,6 milioane de locuitori ai Yemenului suferă zilnic de foame, alte milioane fiind într-o stare de nesiguranță.

## Legături cu alte ODD
ODD-urile sunt interconectate, deoarece o creștere poate afecta pozitiv pe alta și invers. Eradicarea sărăciei poate duce la eradicarea foametei (ODD 2 - Zero foamete), deoarece foamea și sărăcia sunt conectate.
ODD 1 se leagă în special de ODD 3 - Sănătate și bunăstare, deoarece eradicarea sărăciei va duce la creșterea nivelului de trai.

## Organizații
Organizațiile dedicate eradicării sărăciei extreme pentru a ajuta la realizarea ODD 1 includ:
- Oxfam International
- Organization for Poverty Alleviation and Development (OPAD)
- End Poverty Now
- The Global Citizen
- Humanitarian Organization for Poverty Eradication
- Concern Worldwide
- World Relief
- ONE Campaign
- Care International
- Institute for Research on Poverty
- World Vision International